# Mary Colman Wheeler
Pour les articles homonymes, voir Mary Wheeler et Wheeler.
Mary Colman Wheeler née le 15 mai 1846 à Concord (Massachusetts) et morte le 10 mars 1920 est une peintre et enseignante américaine.
Elle est la fondatrice et la première directrice de la Wheeler School (en) à Providence.

## Biographie
Mary Colman Wheeler naît à Concord le 15 mai 1846. Elle est la plus jeune de cinq enfants. Elle est élevée dans une communauté progressiste, abolitionniste et féministe. Son père Abiel participe au Chemin de fer clandestin et sa famille accueille des esclaves en route vers le Canada durant les années 1850.
De nombreux intellectuels participent à la vie de la communauté comme Amos Bronson Alcott, Nathaniel Hawthorne, Horace Mann, Henry David Thoreau et Ralph Waldo Emerson.
Wheeler commence très tôt à dessiner et prend des cours avec son amie May Alcott à partir de 1858. May est la plus jeune sœur de l'autrice Louisa May Alcott et a inspiré le personnage d'Amy March dans le roman Les Quatre Filles du docteur March.
Mary Wheeler est diplômée de la Concord High School en 1864 puis de l'Abbot Academy situé à Andover dans le Massachusetts en 1866.
En 1866, elle commence à enseigner les mathématiques et le latin à la Concord High School. En 1868, elle déménage à Providence dans l'État du Rhode Island pour enseigner les mathématiques. En 1870, elle voyage en Allemagne, en Italie et en France pour étudier l'art. Elle s'installe à Concord et travaille par intermittence à Providence. Elle retourne à Providence en 1882 pour enseigner la peinture à des femmes et en 1889, elle fonde la Wheeler School. Parmi les élèves de l'école on retrouve des artistes comme Fanny Cory.
En 1887, Wheeler commence à emmener des groupes d'étudiantes en France durant l'été pour apprendre la langue, étudier la peinture et l'histoire de l'art. Les groupes s'installent à Giverny près de chez Claude Monet, et sont souvent invités à dîner avec la famille du peintre. Parmi ces jeunes femmes se trouve la peintre Louise Herreshoff.
Mary C. Wheeler meurt le 10 mars 1920, après avoir glissé dans une rue gelée. Elle est enterrée à Concord.

## Œuvres

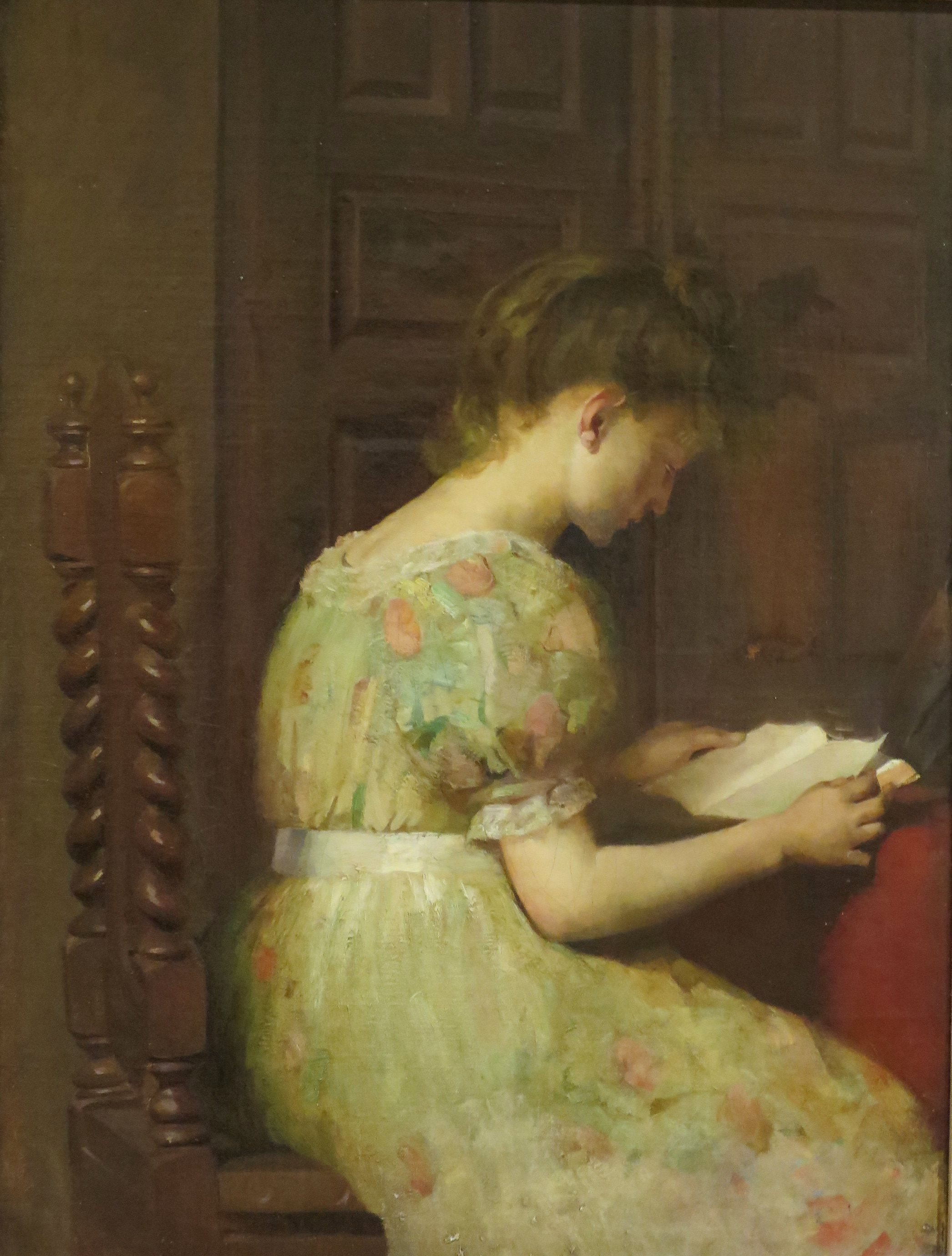
Fille lisant, musée d'Art d'El Paso.

- El Paso, musée d'Art d'El Paso : Fille lisant, huile sur toile.
- Giverny, musée des Impressionnismes : Thé au jardin, 1910, huile sur toile.
- Providence, Wheeler School (en) Collection.